# Naslagwerk

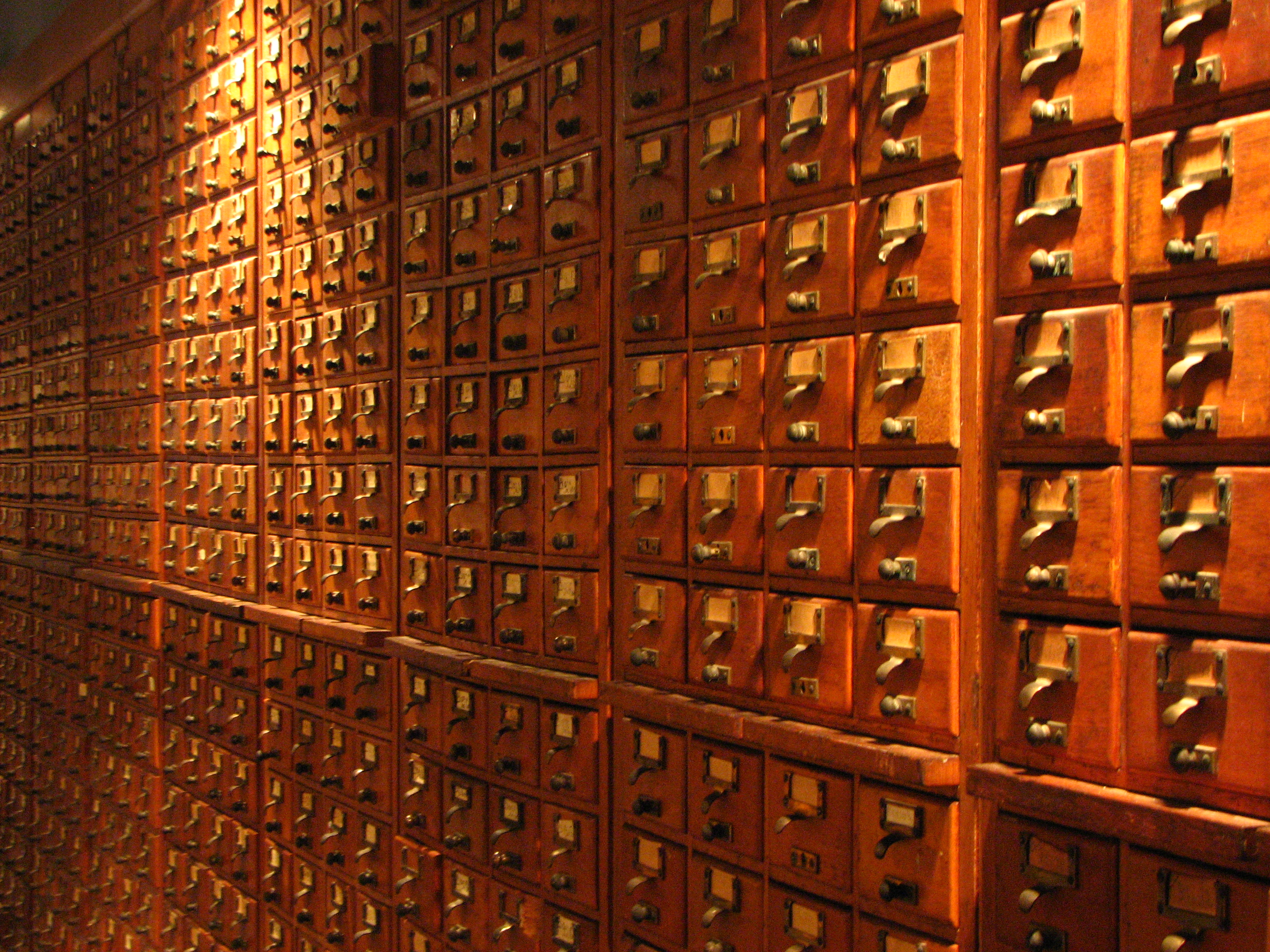
Naslagwerken die 'alles' willen registreren gaan terug tot de poging van Paul Otlet en Henri Lafontaine. In 1895 sticht Otlet het 'Institut international de bibliographie' en in 1910 richten ze samen het Mundaneum of 'het papieren internet' op. Het Mundaneum verzamelt zes kilometer papier, dat via fiches, trefwoorden en steekkaarten met elkaar verbonden is.

Een naslagwerk, naslawerk of encyclopedisch werk is een boek of een digitale verzameling van gegevens waarin snel informatie opgezocht kan worden. Sommige naslagwerken zijn specialistisch (zoals een medisch of biografisch woordenboek, een bijbelconcordantie, een historische atlas of een adelsboek). Andere zijn generalistisch (een atlas, een encyclopedie, een onomasticon, een vademecum of een woordenboek). 

## Etymologie
Het woord naslagwerk is ontstaan uit het Duitse Nachslagwerk.

## Primaire teksten en naslagwerken
Primaire teksten zijn tijdschriftartikels, websites, monografieën, dissertaties, rapporten, thesissen, jaar- en congresverslagen, persberichten, krantenartikels, literaire bronnen, wetten, jurisprudentie, gedichten, enz. Om deze teksten te ontsluiten, maken informatieleveranciers twee categorieën van naslagwerken.  

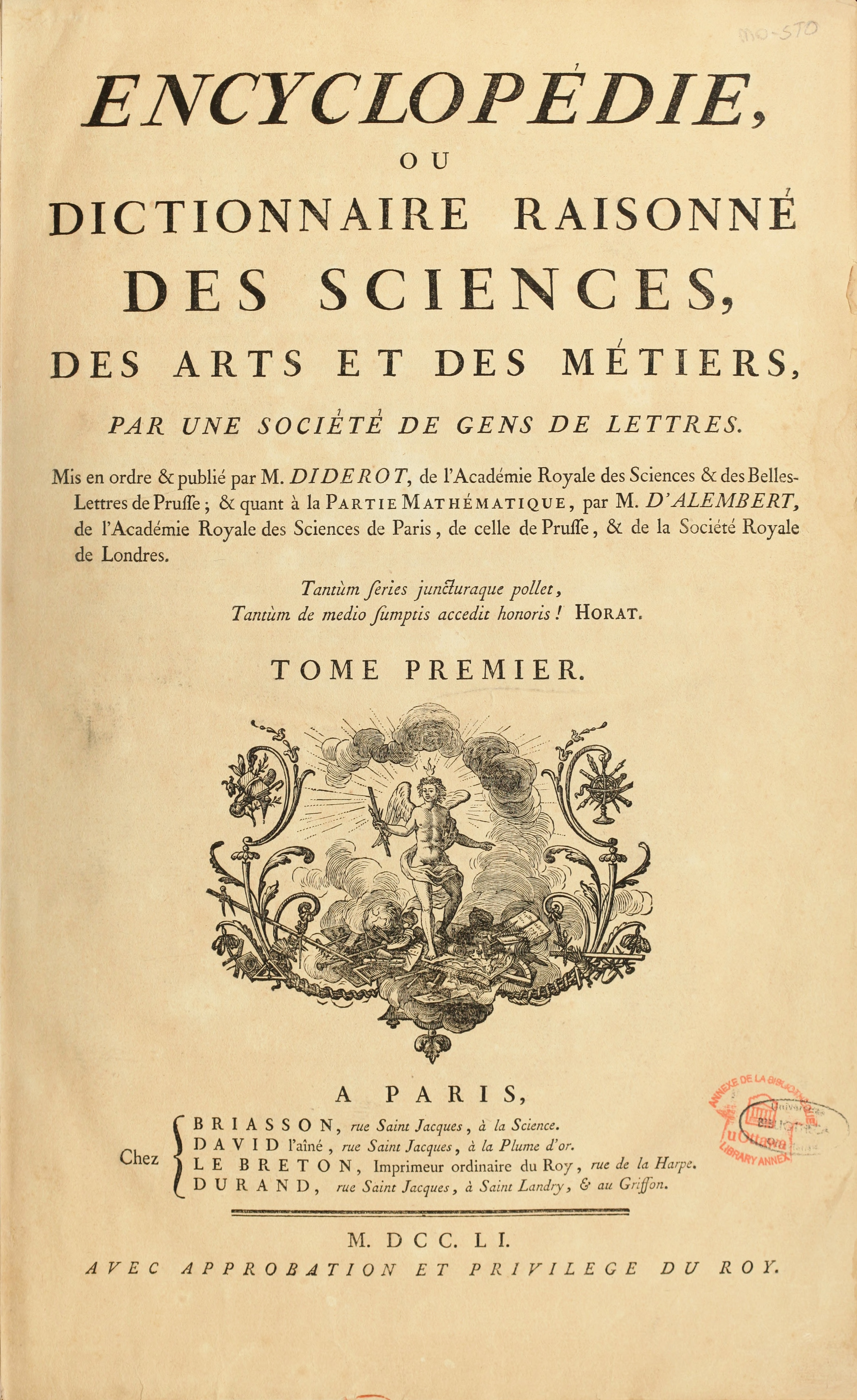
De Encyclopédie werd het boegbeeld van De Verlichting in de 18e eeuw. Denis Diderot schreef 6000 van de 72.000 artikelen.

- Referentiesystemen verwijzen naar de primaire bronnen: de catalogi en de bibliografieën.
- Repertoria maken een synthese van de primaire bron. Dit soort naslagwerken zijn encyclopedieën, (vak)woordenboeken, biografieën, adresgidsen, handboeken en zakboekjes, geografische informatiesystemen, periodieke uitgaves en beeldbanken.

De digitalisering roept zoekmogelijkheden in het leven die in boekvorm onmogelijk zijn. Onderwerpsgidsen en zoekmachines combineren de mogelijkheden van het verwijzen, het synthetiseren en het aanbieden van full tekst.

### Encyclopedieën

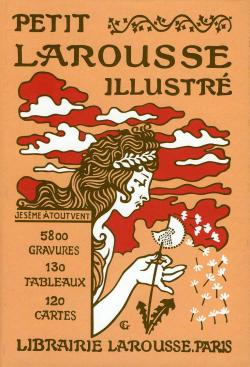
Uitgeverij Larousse legde zich toe op naslagwerken zoals woordenboeken en encyclopedieën. Deze Petit Larousse illustré combineerde de twee en is een encyclopedisch woordenboek. Het verscheen voor het eerst in 1905.

### Handboeken

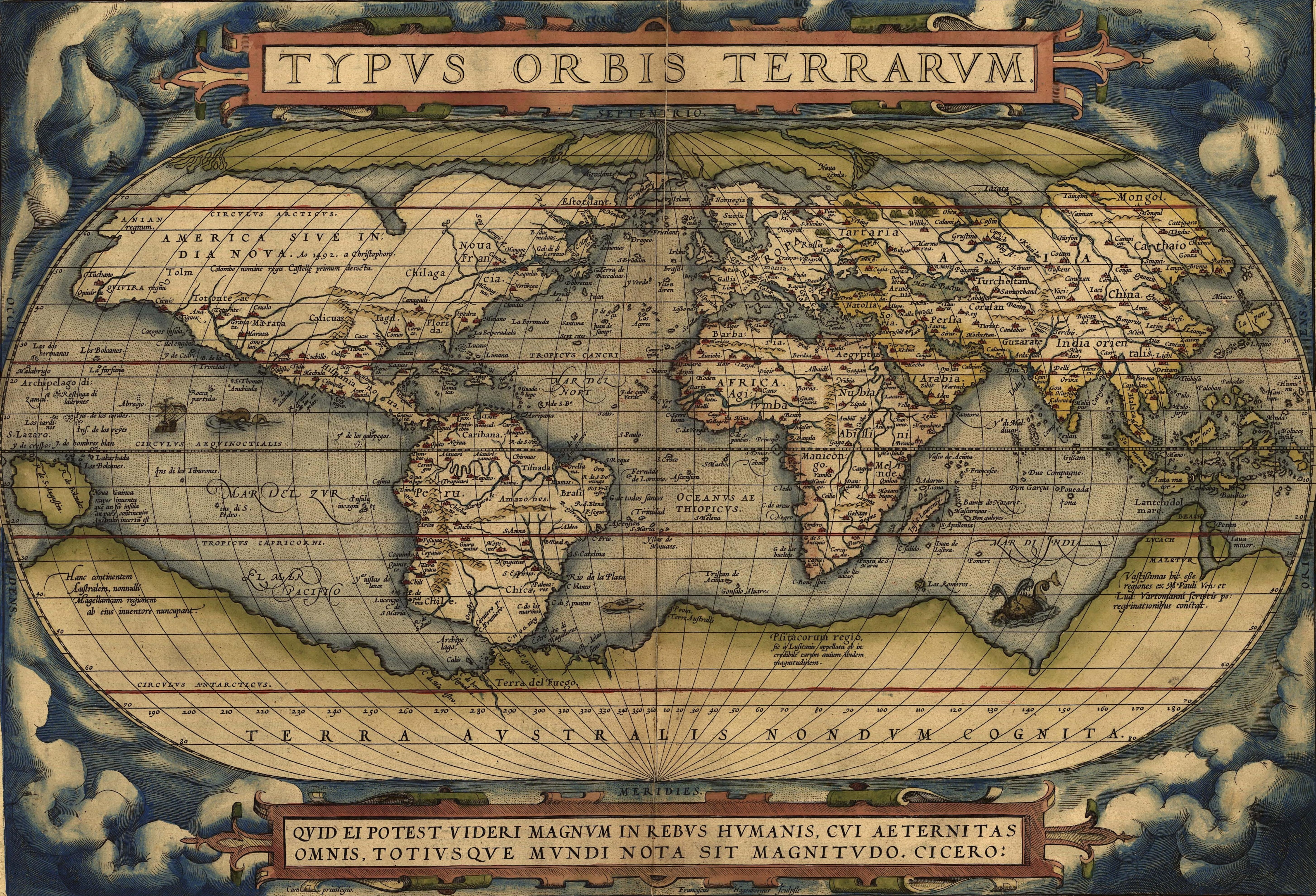
Abraham Ortelius (1527- 1598) was na Gerardus Mercator de grootste geograaf uit zijn tijd. Hij publiceerde de eerste moderne wereldatlas (1570) met de titel 'Theatrum Orbis Terrarum'. De 53 kaarten liet hij maken door diverse meesters in dezelfde stijl. Hij maakte er folia van die even groot waren en ordende ze naar continent, streek en staat en voorzag ze van beschrijvingen en doorverwijzingen. Zo bracht hij alle West-Europese geografische kennis samen.

## Onderwerpsgidsen en zoekmachines

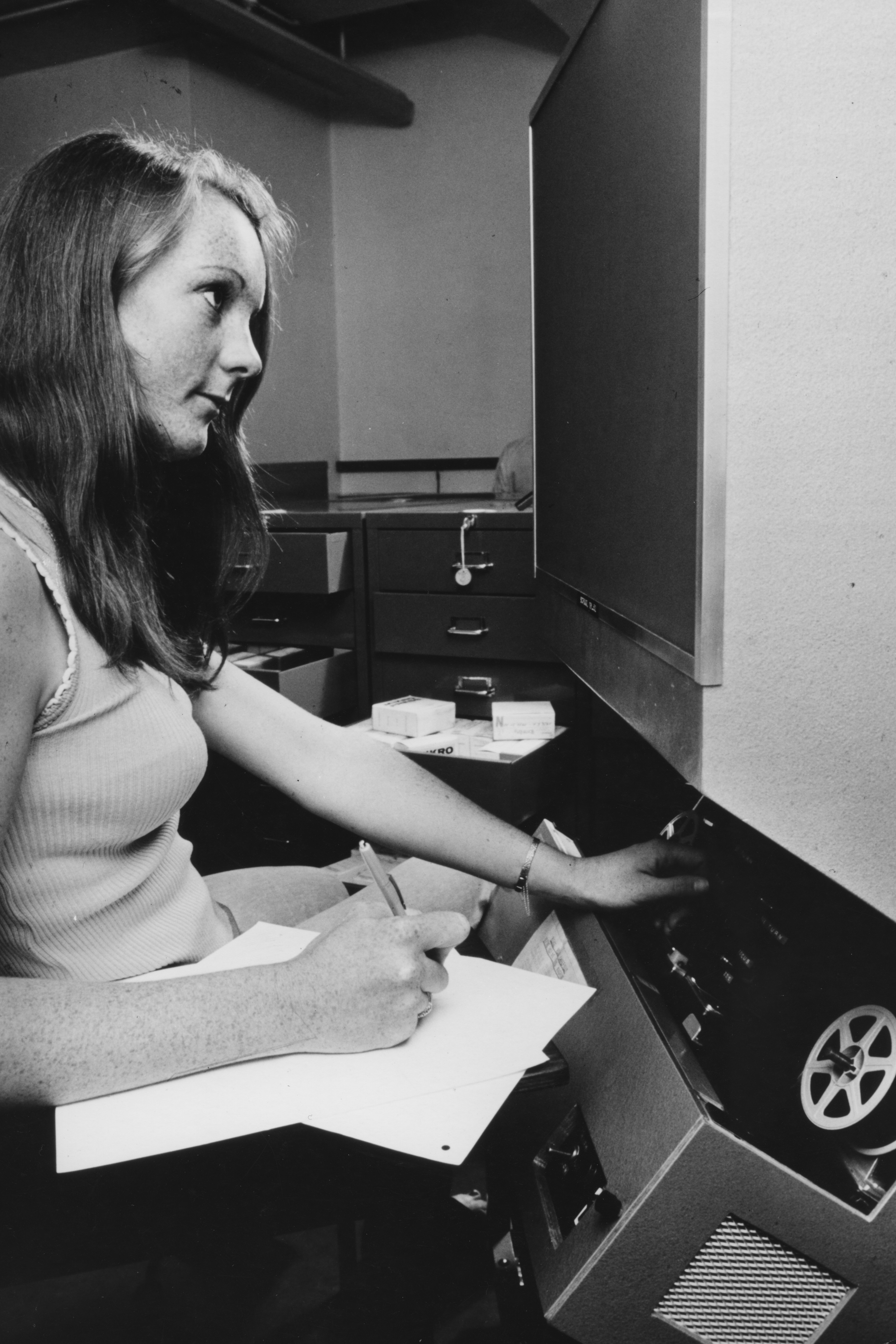
Voor de digitalisering plaatste men documenten vaak op microfilm. Bij genealogische naslag wordt microfilm vaak gebruikt. Deze opslagmethode vergt onderhoud en is erg kwetsbaar. Een microfiche is betrouwbaarder.